# Breitblättriger Rübling
Der Breitblättrige Rübling, auch Breitblättriger Holzrübling, Breitblatt oder Breitblattrübling (Megacollybia platyphylla) ist eine Pilzart aus der Familie der Porotheleaceae.

## Merkmale

### Makroskopische Merkmale

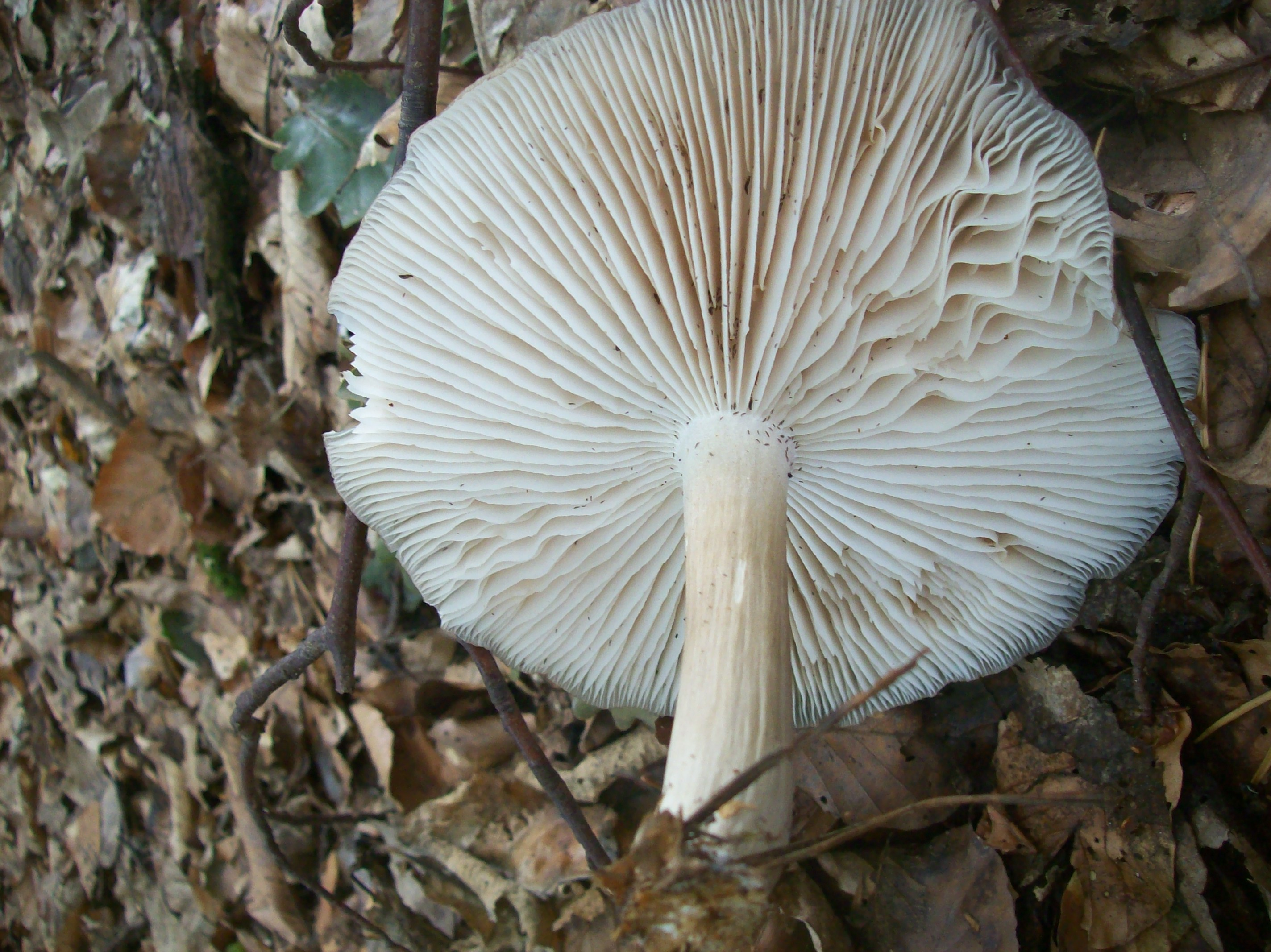
Die Lamellen des Breitblattrüblings stehen entfernt und sind oft von Springschwänzen (Collembola) bewohnt.

Die oft gruppenweise auftretenden Fruchtkörper haben einen sehr dünnfleischigen, leicht zerbrechenden Hut von 5 bis 12, selten bis 18 Zentimeter Durchmesser. Der Hut ist jung halbkugelig oder glockenförmig und später ausgebreitet, manchmal mit leichtem Buckel und besonders bei Trockenheit oft mit radial eingerissener Huthaut. Die Pilzhüte haben eine asch-, oliv- oder braun-grau, teils hell bis weißlich gefärbte, von radialen dunkleren Fasern gestreifte und in der Mitte meist dunklere, selten fast schwärzliche Oberfläche.
Die auffallend breiten/„tiefen“, weit und untermischt stehenden Lamellen, sind weißlich bis später cremefarben, am Stiel ausgebuchtet angewachsen und haben gekerbte Schneiden. Die Sporen erscheinen in Massen betrachtet („Sporenpulverfarbe“:) weiß. Der faserige, zähe Stiel wird 5 bis 10, selten bis zu 15 Zentimeter hoch, ist unterschiedlich geformt, jung vollfleischig und später fast hohl und weißlich bis später blassgrau oder hell-graubraun gefärbt. Die Fruchtkörper werden gebildet aus den Baustoffen, welche die für diese Pilzart typischen und auffälligen, zäh-elastischen weißen, 1 bis 3 Millimeter dicken Myzelstränge (Rhizomorphen) aus dem Abbau des holzigen Materials der bis über 1 Meter entfernten Umgebung heranleiten. Das dünne Fleisch ist weißlich und von mildem oder leicht bitterem Geschmack.

### Mikroskopische Merkmale
Sporen inamyloid, farblos-hyalin, glatt, ellipsoid, 6–10 × 5–7 µm. Basidien keulenförmig, 35–43 × 8–11 μm, dünnwandig, farblos-hyalin, mit Basalschnalle, diese gerne in Form einer Medaillonschnalle. Cheilozystiden keulig bis blasig, 33–65 × 12–20 μm, dünnwandig, farblos-hyalin, teils mit Sekundärseptum, dieses oft einfach (keine Schnalle). Pleurozystiden fehlend. Schnallen in allen Geflechten häufig, dünne Hyphen mit Medaillonschnallen, breitere Hyphen mit normal ausgeprägten Schnallen.

## Artabgrenzung
Die Arten der Gattung der Megacollybia sehen sich sehr ähnlich und sind teils mit klassischen Methoden, abgesehen von unterschiedlichen Arealen, nicht oder nur vereinzelt bestimmbar. In Mitteleuropa kommt neben dem Breitblättrigen Rübling auch Megacollybia marginata vor. Letzterer unterscheidet sich primär durch seine dunklen Lamellenschneiden, die durch braun gefüllte Cheilozystiden hervorgerufen werden, während der Breitblättrige Rübling farblos-hyaline Cheilozystiden und damit helle Lamellenschneiden besitzt. Ein weiteres Merkmal ist der mehr braun gefärbte Hut von Megacollybia marginata.
Vertreter der nah verwandten Gattung Clitocybula sehen aufgrund des bei ihnen ebenfalls radialstreifigen Hutes ähnlich aus, unterscheiden sich aber z. B. durch deren amyloiden Sporen.
Verwechslungsmöglichkeit besteht auch zum Grubigen Wurzelrübling (mit tief wurzelnden Stiel und radialen Grübchen um die Hutmitte), dem Rehbraunen Dachpilz (Lamellen frei bei Sporenreife rosa), zu Ritterlingen mit grau-schwarzem Hut wie dem Schwarzfaserigen Ritterling (mit Mehlgeruch und grüngelblichem Schimmer der Lamellen) und gelegentlich vielleicht zu einzelnen der über 200 Rötlings-Arten (mit bald rosa getönten Lamellen). Das Breitblatt ist durch den sehr dünnfleischigen, faserigen Hut mit etwas Erfahrung gut erkennbar.

## Ökologie und Verbreitung

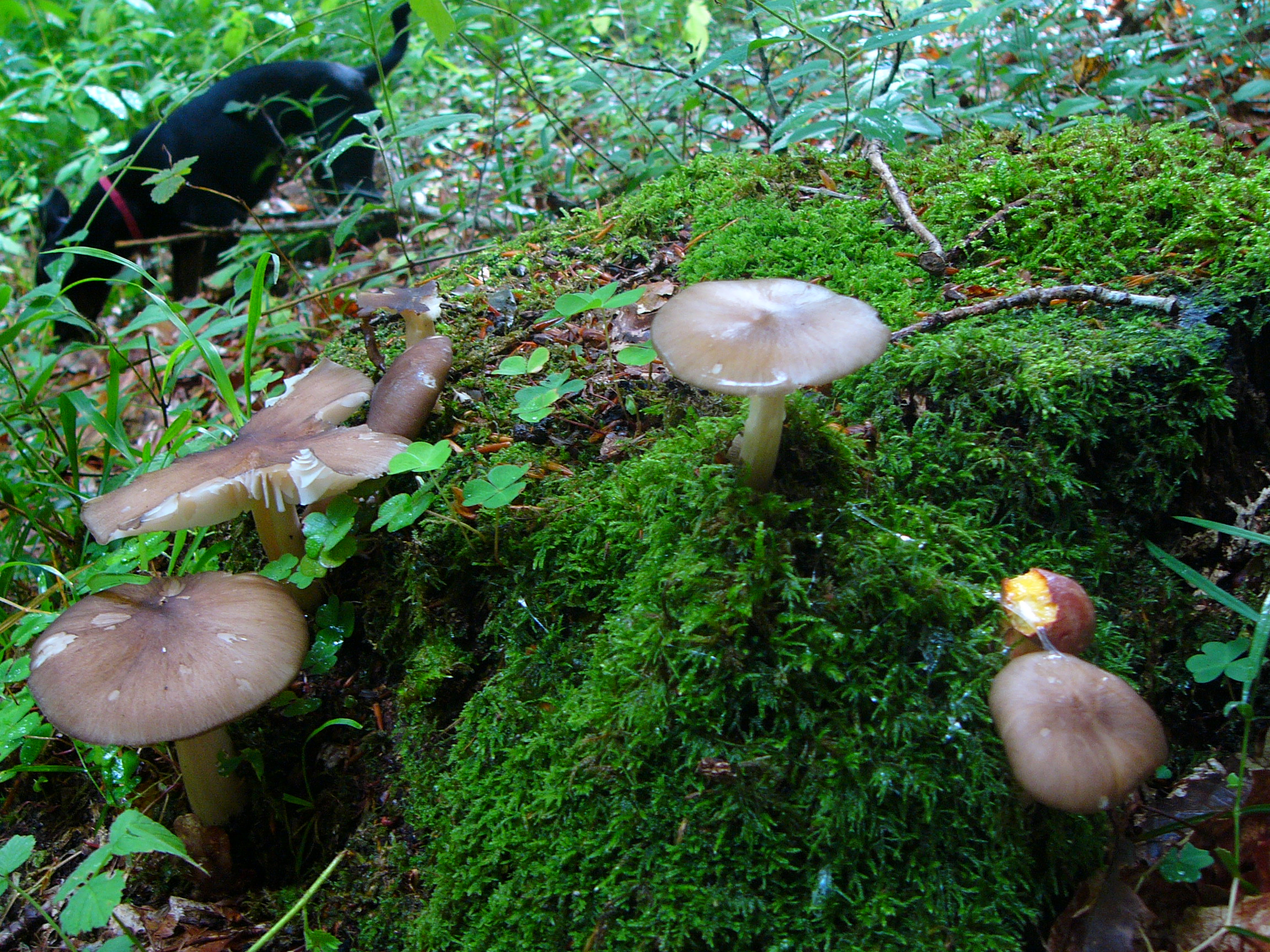
Der Breitblättrige Rübling besiedelt überwiegend morsches Laubholz.

### Breitblattrübling
Er lebt saprotroph in morschem Laub-, seltener Nadelholz, auch Bucheckern-Kapseln der oberen Bodenschicht. Er fruchtet von Mai bis Oktober und bildet sich zu rhizomorphenartigen Myzelsträngen vereinigende, zähelastische Sonderstrukturen aus, die sich über einen Meter weit erstrecken können. Das Breitblatt hat seinen Verbreitungsschwerpunkt in Europa, strahlt aber nach Osten bis nach Zentralsibirien aus.

### Weitere Arten der GattungMegacollybia
In Eurasien kommen insgesamt 3 Arten vor. Neben dem Breitblatt und Megacollybia marginata, die von Österreich über Tschechien, Russland, Sibirien bis nach Korea vorkommt, zudem noch Megacollybia clitocyboidea, welche in Japan, Korea, China und Ostrussland nachgewiesen wurde.
Mit Megacollybia virosa wurde zudem eine sehr stark Magen-Darm-giftige Art aus Indien beschrieben, die sich später aber als zur Familie der Hygrophoraceae zugehörig herausstellte und nun Cantharocybe virosa heißt.
Die amerikanischen Arten bilden eine Schwestergruppe zu den eurasiatischen Arten. In Nordamerika kommen vier Arten vor: Megacollybia fallax, M. rodmani, M. subfurfuracea und M. texensis. In Mittel- und Südamerika kommen mit Megacollybia costaricensis und M. fusca je eine Art vor.
Das Breitblatt gilt in Europa als häufig.

## Bedeutung
Der Pilz galt früher als essbar, wenngleich er teils bitter schmeckt. Bei manchen Personen löst er jedoch leichte Vergiftungsfälle mit Magen-Darm-Beschwerden aus.

## Systematik und Taxonomie
Das Breitblatt wurde in der Vergangenheit schon einer Vielzahl von Gattungen zugerechnet (Agaricus, Collybia, Tricholomopsis, Clitocybula, Oudemansiella, Gymnopus, Hydropus). Durch genetische Studien wurde gezeigt, dass die Gattung Megacollybia innerhalb der Champignonartigen (Agaricales) in die Unterordnung Marasmiineae gehört. Die genaue Familienzuordnung wurde bei den ersten molekular-phylogenetischen Studien der Champignonartigen als „/hydropoid clade“ offen gelassen. Später stellte sich heraus, dass dieser Klade einige Gattungen, namentlich Atheniella, Clitocybula, Gerronema, Hydropus, Megacollybia, Porotheleum und Trogia, angehören. Damit steht die Gattung in der Familie der Porotheleaceae, die ein Schwestertaxon zu der Familie der Cyphellaceae ist.